# Inosaurus
Inosaurus là một chi khủng long, được de Lapparent mô tả khoa học năm 1960.